# Пластични Исус
Пластични Исус је драмски филм Лазара Стојановића из 1971. године, настао као његов дипломски рад на ФДУ, са Томиславом Готовцем у главној улози, забрањен и стављен у бункер пре него што је отишао у биоскопе. Припада остварењима црног таласа.

## Радња
Том долази у Београд да сними филм, али му то баш не полази за руком. Успут ступа у везу са неколико жена, од којих га једна, у наступу љубоморе, убија. Прилично тривијална радња, али је оно што се појављује око ње заправо суштина због које је филм сакривен од јавности, а редитељ допао затвора.
Стојановић убацује архивске снимке усташа, четника, Адолфа Хитлера и Тита, помоћу којих упоређује ове тоталитарне режиме. Такође, у филму се покрећу и тадашње табу теме попут хомосексуалности и промискуитета. Такође, то је први југословенски филм у коме се појављује го мушкарац.

## Награде
- Награда Међународног жирија критике на фестивалу у Монтреалу, 1991.

## Улоге
| Глумац                | Улога |
| --------------------- | ----- |
| Вукица Ђилас          |       |
| Светлана Глигоријевић |       |
| Томислав Готовац      | Том   |
| Адолф Хитлер          | Лично |
| Анте Павелић          | Лично |
| Љубиша Ристић         |       |
| Мида Стевановић       |       |
| Јосип Броз Тито       | Лично |